# 史小红
史小红（1965年3月—），女，汉族，河南濮阳人，中华人民共和国政治人物，现任河南省高级人民法院副院长、审判委员会委员，中国国民党革命委员会河南省委员会副主任委员，第十二、十三届全国政协委员。